# Blairo Maggi
Blairo Maggi (né à Torres au Brésil le 29 mai 1956) est un homme politique et homme d'affaires brésilien. Il est ministre de l'Agriculture au Brésil entre mai 2016 et janvier 2019.
Il fait l'objet d'une enquête judiciaire pour corruption, en relation avec l'affaire Odebrecht.

## Biographie
Issu d'une famille milliardaire, Blairo Maggi est actionnaire de la société Amaggi Groupe, premier groupe mondial dans le soja. Sa fortune est estimée par Forbes à 1,2 milliard de dollars en 2015.
Il lui a été reproché de favoriser la déforestation de la forêt amazonienne, tandis que lui-même estime contribuer au développement économique du Brésil. Dans un entretien donné au New York Times, il explique : « pour moi, une augmentation de 40 % de la déforestation ne signifie rien du tout, et je ne ressens pas la moindre culpabilité pour ce que nous faisons ici. »
Il reçoit en 2006 le Golden Chainsaw Award de Greenpeace pour avoir été, selon l'ONG écologiste, le Brésilien ayant le plus contribué à la destruction de la forêt amazonienne.

## Évasion fiscale
En novembre 2017, alors qu'il est encore en fonction, son nom est cité lors des révélations des Paradise Papers,.